# Cê Faz O Quê?
Cê Faz O Quê? é um programa humorístico exibido pelo canal fechado Multishow. Estreou em 15 de abril de 2013 com um elenco formado por Miá Mello, Júlia Rabello e Paulo Mathias Jr.

## Enredo
O programa mostra em esquetes bem humoradas com personagens tentando desenvolver diferentes profissões a cada semana, sempre acabando da forma mais divertida. Entre as esquetes são exibidos entrevistas com profissionais reais da área.

## Elenco
- Miá Mello
- Júlia Rabello
- Paulo Mathias Jr
- Priscila Steinman